# Sport Clube Freamunde
Sport Clube Freamunde je portugalski nogometni klub iz gradića (cidade e freguesia) Freamunde, concelho Paços de Ferreira, okrug Porto. Klub je utemeljen 1933. godine.

## Vanjske poveznice
- Službene stranice  Arhivirana inačica izvorne stranice od 15. svibnja 2007. (Wayback Machine)